# Giorgio Orsoni

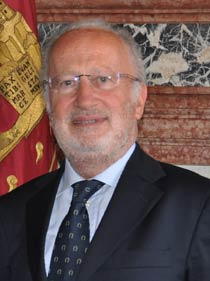
Giorgio Orsoni, fotografiert 2010

Giorgio Orsoni (* 29. August 1946 in Venedig) ist ein italienischer Rechtsanwalt. Er war von April 2010 bis zum 13. Juni 2014 Bürgermeister Venedigs.

## Leben

### Universität Venedig
1972 wurde Orsoni Rechtsanwalt und Professor für Verwaltungsrecht an der Universität Venedig, der Università Ca' Foscari, wo er auch wissenschaftlicher Direktor des Masters für Umweltrecht ist.

### Flughafen, juristischer Berater des Ministeriums für öffentliche Bauten
Neben seinen Tätigkeiten als Anwalt und als Direktor in verschiedenen berufsständischen Gremien war er von 1997 bis 2003 Präsident der SAVE Engineering SpA, einer Ingenieursgesellschaft am Flughafen Marco Polo auf dem festländischen Teil Venedigs. 1996 bis 1998 arbeitete er als juristischer Berater des Ministeriums für öffentliche Bauten, des Ministerio dei Lavori Pubblici.

### Kulturelle und politische Tätigkeit
Von 2000 bis 2003 war er Berater der Verwaltung der Biennale. Seit 2005 ist er Präsident der Compagnia della Vela, einer der alteingesessenen Rudergesellschaften, was in Venedig eine große Ehre ist. Derzeit (2010) ist er Primo Procuratore di San Marco und Vizepräsident der Fondazione Giorgio Cini, einer Kulturstiftung, die auf der Insel San Giorgio Maggiore ansässig ist.
Nach der ersten Amtsperiode des Bürgermeisters Massimo Cacciari, die 2000 endete, wurde er Assessore al Patrimonio und war zugleich für die institutionellen Beziehungen der Kommune verantwortlich.

### Bürgermeister
Unterstützt von der Agentur für politische Kommunikation Ideeventure gewann er die Wahlen zum Bürgermeister Venedigs mit einer Mitte-links-Koalition gegen den Kandidaten des Ministerpräsidenten Berlusconi. Bei der Wahl gewann er 75.403 Stimmen, was einem Anteil von 51,13 Prozent entsprach. Auf seinen Gegner Renato Brunetta entfielen mit 62.833 genau 42,6 % der Stimmen. Ab dem 8. April 2010 war Orsoni damit Sindaco. Neben zahlreichen anderen Funktionen übernahm er kraft seines Amtes auch die Präsidentschaft der Stiftung La Fenice. Ab September 2010 arbeitete Orsoni in einer Arbeitsgruppe mit Städten Nordostitaliens daran, für 2019 als Kulturhauptstadt Europas zu kandidieren.
Orsonis Wähler leben überwiegend auf dem Festland. Etwa 70 % seiner Wähler rekrutierten sich von dort, rund 10 % leben auf den Inseln, der Rest im Centro storico, dem Altstadtbezirk Venedigs.

### Korruptionsverdacht, Rücktritt und Freispruch (2014–2018)

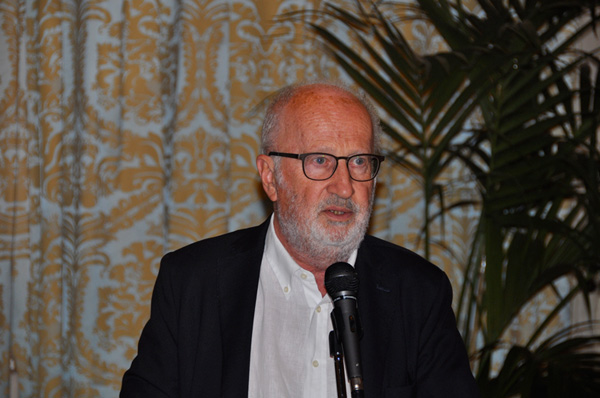
Orsoni verkündet seinen Rücktritt

Am 4. Juni 2014 wurde er unter Korruptionsverdacht festgenommen und bis 12. Juni 2014 unter Hausarrest gestellt, ähnlich wie 35 weitere Politiker und Unternehmer, die bei diesem Bestechungsskandal im Zusammenhang mit den Überflutungsschutzmaßnahmen (MO.S.E-Projekt) unter Verdacht gerieten. Am 13. Juni 2014 trat er zurück, am 23. Juni anschließend auch 24 Stadträte. Seit dem 3. Juli 2014 war Vittorio Zappalorto Commissario straordinario del Comune di Venezia. Bei den Wahlen 2015 wurde der Unternehmer Luigi Brugnaro zum Nachfolger gewählt. Vom Vorwurf illegaler Parteienfinanzierung wurde Orsoni im September 2017 freigesprochen.